# ベイシティ (テキサス州)
ベイシティ（Bay City）は、アメリカ合衆国テキサス州の都市。マタゴルダ郡の郡庁所在地である。人口は1万8061人（2020年）。